# Златна була (1356)
Златната була от 1356 г. (на латински: Bulla Aurea) е указ, приет от Райхстага в Нюрнберг и утвърден от император Карл IV като основен акт на Свещената Римска империя.
Санкционира утвърдилото се в Германия княжеско многовластие. Оригиналният текст на документа е на латински. Наречена е златна заради златния печат, който носи.